# Gigi Perreau

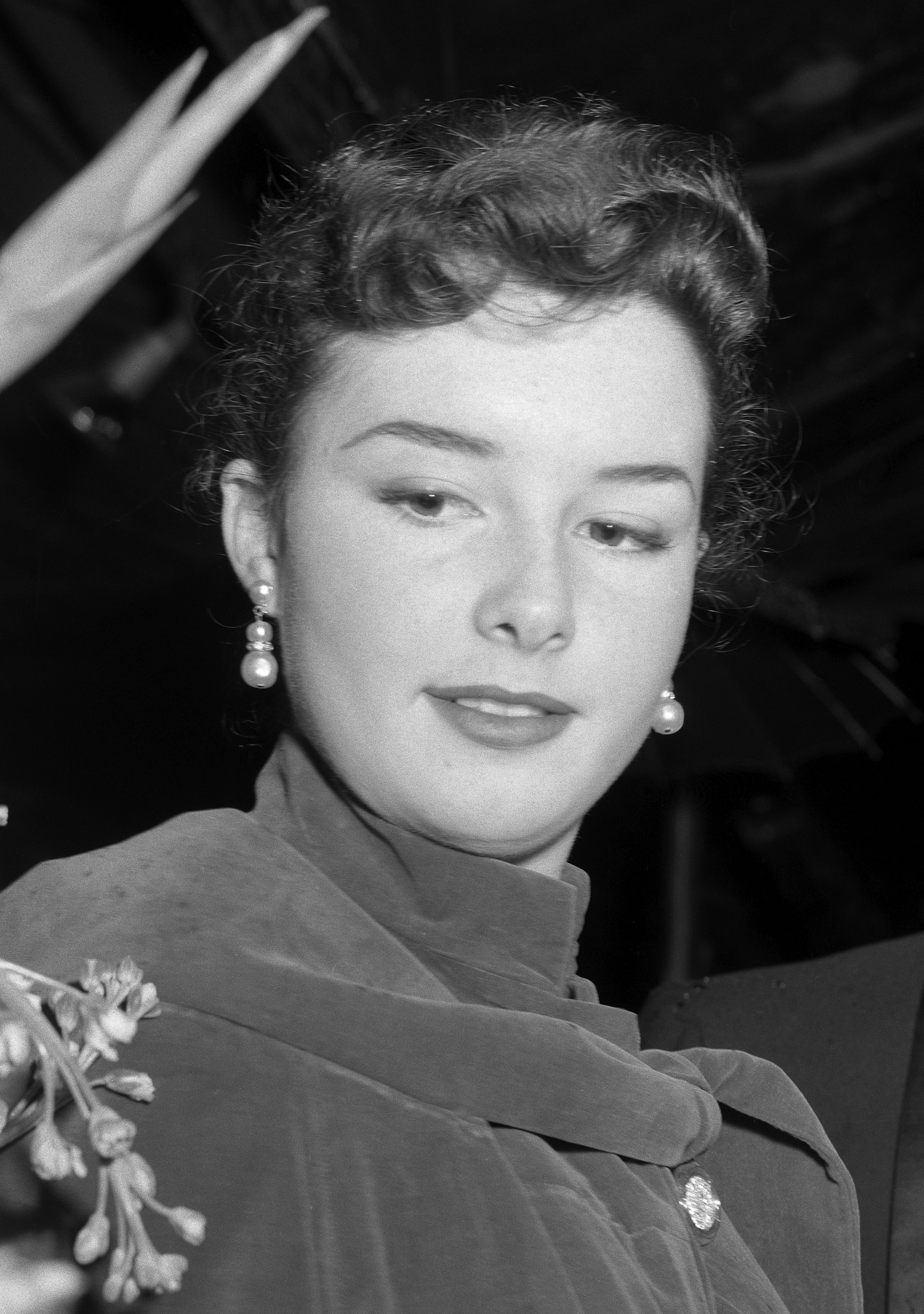
Gigi Perreau (1956)

Gigi Perreau (* 6. Februar 1941 in Los Angeles, Kalifornien, als Ghislaine Elizabeth Marie Thérèse Perreau-Saussine) ist eine US-amerikanische Schauspielerin und Synchronsprecherin, die seit ihrem zweiten Lebensjahr aktiv ist.

## Leben
Gigi Perreau wurde am 6. Februar 1941 in Los Angeles geboren. Bereits im Alter von nur zwei Jahren spielte sie in ihrem ersten Film Madame Curie mit. Es folgten kleine, nicht im Abspann genannte Rollen in mehreren Filmen wie Das Leben der Mrs. Skeffington. Perreaus erste größere Rolle wurde die der Julie in der Filmbiografie Clara Schumanns große Liebe. Ihre erste Hauptrolle erhielt sie 1950 als Mordzeuge in dem Thriller Shadow on the Wall. Im Alter von zehn Jahren wurden Perreau als jüngste Person überhaupt die goldenen Schlüssel der Stadt Pittsburgh vom damaligen Bürgermeister David Leo Lawrence überreicht.
In den 1950er-Jahren ließ Perreaus Ruhm mit zunehmendem Alter immer weiter nach, weshalb die frühere Kinderdarstellerin ins Fernsehen wechselte und nur noch gelegentlich in Filmen mitspielte. So hatte sie zum Beispiel eine wiederkehrende Rolle in der Sitcom The Betty Hutton Show, in der sie gemeinsam mit ihrem ebenfalls als Schauspieler tätigen Bruder Peter Miles auftrat. Des Weiteren war sie als Gaststar in mehreren Dutzend weiterer Serien zu sehen.
Perreau ist bis heute aktiv. So betätigte sie sich in den letzten Jahren unter anderem als Synchronsprecherin in den Filmen Fly Me to the Moon 3D und Sammys Abenteuer – Die Suche nach der geheimen Passage. Ihren bislang letzten Filmauftritt hatte Perreau 2017 als Synchronsprecherin der Grandma Swift im Animationsfilm Crash: The Animated Movie. Dieselbe Rolle spricht sie seit 2016 in der Fernsehserie Crash: The Animated Series.
Anlässlich der Hochzeit von Prinz Harry und Meghan Markle im Mai 2018 war Gigi Perreau als Interviewpartnerin in einem Fernsehspecial des Fernsehsenders ITV zu sehen und grüßte das Paar während dessen Kutschfahrt nach Windsor Castle. Meghan Markle nahm zu Beginn ihrer Karriere an der Immaculate Heart High School in Los Angeles Schauspielunterricht bei Perreau.
Gigi Perreau war zweimal verheiratet. Von 1960 bis 1967 mit dem Geschäftsmann Emil Frank Gallo, dann von 1970 bis 2000 mit Produktionsmanager Gene Harve deRuelle. Mit beiden Ehepartnern hatte Perreau je zwei Kinder, beide Ehen wurden geschieden.

## Filmografie (Auswahl)
- 1943: Madame Curie
- 1944: Das Leben der Mrs. Skeffington (Mr. Skeffington)
- 1945: Yolanda und der Dieb (Yolanda and the Thief)
- 1947: Clara Schumanns große Liebe (Song of Love)
- 1948: Betrogene Jugend (Enchantment)
- 1948: Fünf auf Hochzeitsreise (Family Honeymoon)
- 1949: Entscheidung am Fluß (Roseanna McCoy)
- 1949: Angst vor der Schande (My Foolish Heart)
- 1950: Drohende Schatten (Shadow on the Wall)
- 1950: Never a Dull Moment
- 1950: For Heaven’s Sake
- 1951: Spielschulden (The Lady Pays Off)
- 1952: Bonzo Goes to College
- 1951: Ein Wochenende mit Papa (Week-End with Father)
- 1952: Hat jemand meine Braut gesehen? (Has Anybody Seen My Gal?)
- 1956: Der Mann im grauen Flanell (The Man in the Gray Flannel Suit)
- 1956: Tolle Jungs im Einsatz (Dance with Me, Henry)
- 1956: Es gibt immer ein Morgen (There’s Always Tomorrow)
- 1958: The Cool and the Crazy
- 1958/1964: Perry Mason (Fernsehserie, zwei Folgen)
- 1959: Blonde Locken – scharfe Krallen (Girls Town)
- 1960: Kein Fall für FBI (The Detectives, Fernsehserie, eine Folge)
- 1960/1961: Westlich von Santa Fé (The Rifleman; Fernsehserie, zwei Folgen)
- 1961: Look in Any Window
- 1967: Journey to the Center of Time
- 2008: Fly Me to the Moon 3D (Fly Me to the Moon) (Stimme)
- 2010: Sammys Abenteuer – Die Suche nach der geheimen Passage (A Turtle’s Tale: Sammy’s Adventures) (Stimme)
- 2016–2020: Crash: The Animated Series (Fernsehserie, vier Folgen; Stimme)
- 2017: Crash: The Animated Movie (Stimme)

## Auszeichnungen
- 1960: Stern auf dem Hollywood Walk of Fame (6212 Hollywood Blvd.)
- 1998: Young Artist Award (Former Child Star Lifetime Achievement Award)